# Liste der Einträge im National Register of Historic Places im Talladega County
Die Liste der Registered Historic Places im Talladega County führt alle Bauwerke und historischen Stätten im Talladega County in Alabama auf, die in das National Register of Historic Places aufgenommen wurden.

## Aktuelle Einträge
| Lfd. Nr. | Name                                          | Bild | Datum der Eintragung | Adresse/Lage                                                        | Ort          | ID-Nr.   | Beschreibung                                              |
| -------- | --------------------------------------------- | ---- | -------------------- | ------------------------------------------------------------------- | ------------ | -------- | --------------------------------------------------------- |
| 1        | B. B. Corner Memorial Library                 |      | 6. Sep. 2005         | 711 N. Broadway Ave.                                                | Sylacauga    | 05000972 |                                                           |
| 2        | Benjamin H. Averiett House                    |      | 28. Aug. 1986        | AL 8                                                                | Sylacauga    | 86002034 |                                                           |
| 3        | Boxwood                                       |      | 9. Juni 1983         | 406 E. North St. E                                                  | Talladega    | 83002983 |                                                           |
| 4        | Charles Butler House                          |      | 26. Feb. 1996        | Jct. of First St. and Tenth Ave.                                    | Childersburg | 96000054 |                                                           |
| 5        | Elston House                                  |      | 8. Okt. 1976         | 10 mi. N of Talladega on Turner's Mill Rd.                          | Talladega    | 76000357 |                                                           |
| 6        | First Presbyterian Church                     |      | 17. Nov. 1983        | 130 North St. E                                                     | Talladega    | 83003489 |                                                           |
| 7        | Goodwin-Hamilton House                        |      | 28. Aug. 1986        | Marble Valley Rd.                                                   | Sylagauca    | 86002041 |                                                           |
| 8        | Hightower Brothers Livery Stable              |      | 3. Juli 1997         | 413 Norton Ave.                                                     | Sylacauga    | 97000650 |                                                           |
| 9        | Idlewild                                      |      | 15. Okt. 1993        | AL 5, 0.1 mi. N of AL 21                                            | Talladega    | 93001012 |                                                           |
| 10       | J. L. M. Curry House                          |      | 15. Okt. 1966        | 3 mi. NE of Talladega on AL 21                                      | Talladega    | 66000154 | Hat außerdem den Status eines National Historic Landmarks |
| 11       | Jemison House Complex                         |      | 1. Okt. 1990         | S of jct. of Chocolocco and Cheaha Creeks                           | Eastaboga    | 90001507 |                                                           |
| 12       | Kymulga Mill And Covered Bridge               |      | 29. Okt. 1976        | 4.5 mi. NE of Childersburg on SR 46                                 | Childersburg | 76000356 |                                                           |
| 13       | Lawler-Whiting House                          |      | 22. Mai 1986         | AL 21 S of Talladega                                                | Talladega    | 86001157 |                                                           |
| 14       | Silk Stocking District                        |      | 13. Dez. 1979        | Roughly Bounded by Coffee, 2nd, McMillan, and Court Sts.            | Talladega    | 79000403 |                                                           |
| 15       | Swayne Hall                                   |      | 2. Dez. 1974         | Talladega College campus                                            | Talladega    | 74002223 | Hat außerdem den Status eines National Historic Landmarks |
| 16       | Sylacauga Historic Commercial District        |      | 2. Juni 2004         | Roughly bounded by Broadway Ave., W. 1st., Anniston Ave., W 4th St. | Sylacauga    | 04000563 |                                                           |
| 17       | Talladega College Historic District           |      | 23. Aug. 1990        | Jct. of Battle St. and Martin Luther King Dr.                       | Talladega    | 90001316 |                                                           |
| 18       | Talladega Courthouse Square Historic District |      | 18. Okt. 1972        | Courthouse Sq.                                                      | Talladega    | 72000181 |                                                           |
| 19       | Thornhill                                     |      | 20. Feb. 1998        | 29229 AL 21                                                         | Talladega    | 98000104 |                                                           |
| 20       | Welch-Averiett House                          |      | 28. Aug. 1986        | AL 8                                                                | Sylacauga    | 86002044 |                                                           |
| 21       | William Averiett House                        |      | 28. Aug. 1986        | Off AL 8                                                            | Sylacauga    | 86002038 |                                                           |
| 22       | William Watters House                         |      | 25. Sep. 1987        | Co. Hwy. 8                                                          | Sylacauga    | 87001652 |                                                           |
| 23       | Winterboro Stagecoach Inn                     |      | 6. Juli 2005         | 22901 AL 21                                                         | Winterboro   | 05000651 |                                                           |